# Paul Bontemps
Paul Bontemps (Francia, 16 de noviembre de 1902-25 de abril de 1981) fue un atleta francés, especialista en la prueba de 3000 m obstáculos en la que llegó a ser medallista de bronce olímpico en 1924.

## Carrera deportiva
En los JJ. OO. de París 1924 ganó la medalla de bronce en los 3000 m obstáculos, con un tiempo de 9:45.2 segundos, llegando a meta tras los finlandeses Ville Ritola y Elias Katz (plata con 9:44.0 segundos).